# Erzbischof von Hongkong (anglikanisch)

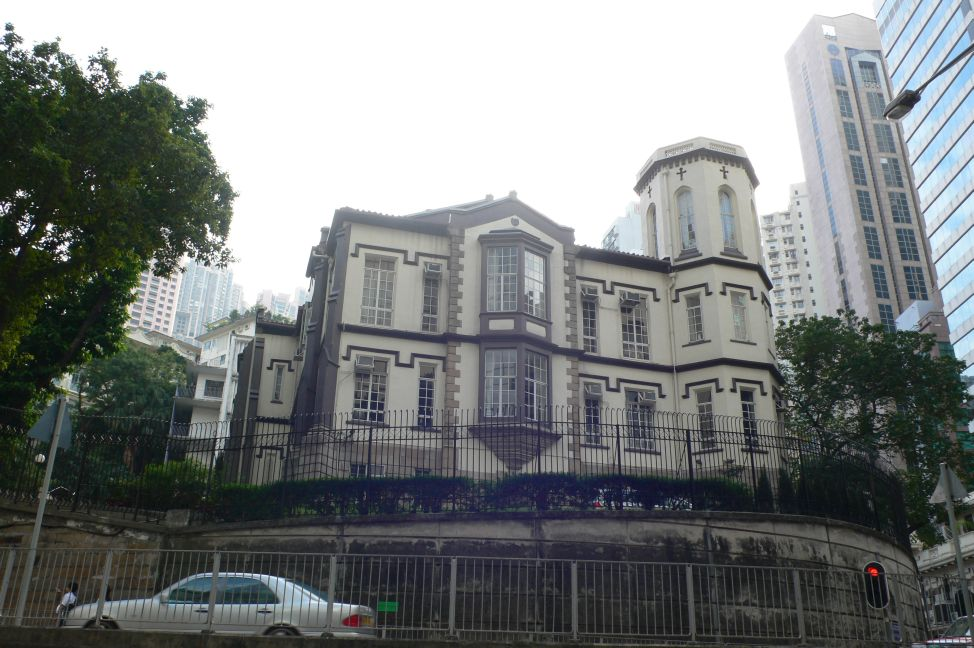
The Bishop’s House, Büro und Residenz des Erzbischofs (2006)

Der Erzbischof von Hongkong (chinesisch 香港聖公會大主教, Pinyin Xiānggǎng Shènggōnghuì da zhujiao, Jyutping Hoeng1gong2 Sing3gung1wui6*2, englisch Archbishop of Hong Kong) ist der oberste anglikanische Bischof, geistliche und moralische Führer der Hong Kong Sheng Kung Hui und der Primas von Hongkong (chinesisch 教省主教長). Der Erzbischof der Provinz wird aus den Diözesanbischöfen durch die General Synod gewählt. Der Erzbischof von Hongkong hat den höchsten Rang von allen religiösen Führern in der Hong Kong Order of Precedence.
Der derzeitige Erzbischof von Hongkong ist Andrew Chan, der außerdem auch Bischof der Diocese of Western Kowloon (西九龍教區) ist. Das Bishop’s House in Central ist das Büro und die offizielle Residenz des Erzbischofs.

## Aufgaben und Pflichten
Der Erzbischof leitet die Sitzung der General Synod of Hong Kong Sheng Kung Hui (Provincial General Synod). Als der leitende Pastor der Provinz ist er verantwortlich für:
- Veröffentlichungen im Namen der Kirche oder der Generalsynode;
- Führung durch Vorgabe und Entwicklung von Maßnahmen und Strategien der Kirche, inklusive der Umsetzung von Beschlüssen der Generalsynode in der Kirche;
- Repräsentation der Provinz in ihrer Beziehung mit dem Rest der Anglikanischen Gemeinschaft und mit anderen Kirchen und Kommunikation mit anderen Primassen;
- Organisation und Durchführung der Konsekration und Installation von Diözesanbischöfen in der Folge der Wahl, und Einberufung der Bischöfe zu Treffen
- Einberufung und Vorsitz über die Treffen der General Synod, des House of Bishops und des Standing Committee;
- Visitation jeder Diözese, Missionsdiözese und Missionsgebietes und Durchführung von Pastoralkonsultationen mit deren Bischöfen;
- Predigen und
- Feiern der Sakramente.

## Liste der Erzbischöfe
| Erzbischöfe von Hongkong | Erzbischöfe von Hongkong | Erzbischöfe von Hongkong | Erzbischöfe von Hongkong | Erzbischöfe von Hongkong                                                                                     |
| Ab                       | Bis                      | Amt                      | Amt                      | Anmerkungen                                                                                                  |
| ------------------------ | ------------------------ | ------------------------ | ------------------------ | --- |
| 1998                     | 2007                     | Peter Kwong              | 鄺廣傑                   | Vorher Bishop of Hong Kong and Macao (聖公會港澳教區); auch Bishop of Hong Kong Island (香港島教區) ab 1998. |
| 2007                     | 2021                     | Paul Kwong               | 鄺保羅                   | Auch Bishop of Hong Kong Island ab 2007.                                                                     |
| 2021                     |                          | Andrew Chan              | 陳謳明                   | Auch Bishop of Western Kowloon ab 2012.                                                                      |